# Дойна (Ботошань)
Дойна (рум. Doina) — село у повіті Ботошані в Румунії. Входить до складу комуни Реусень.
Село розташоване на відстані 355 км на північ від Бухареста, 45 км на південний схід від Ботошань, 52 км на північний захід від Ясс.

## Населення
За даними перепису населення 2002 року у селі проживали 609 осіб, усі — румуни. Усі жителі села рідною мовою назвали румунську.